# St. Andrä an der Traisen (Herrschaft)

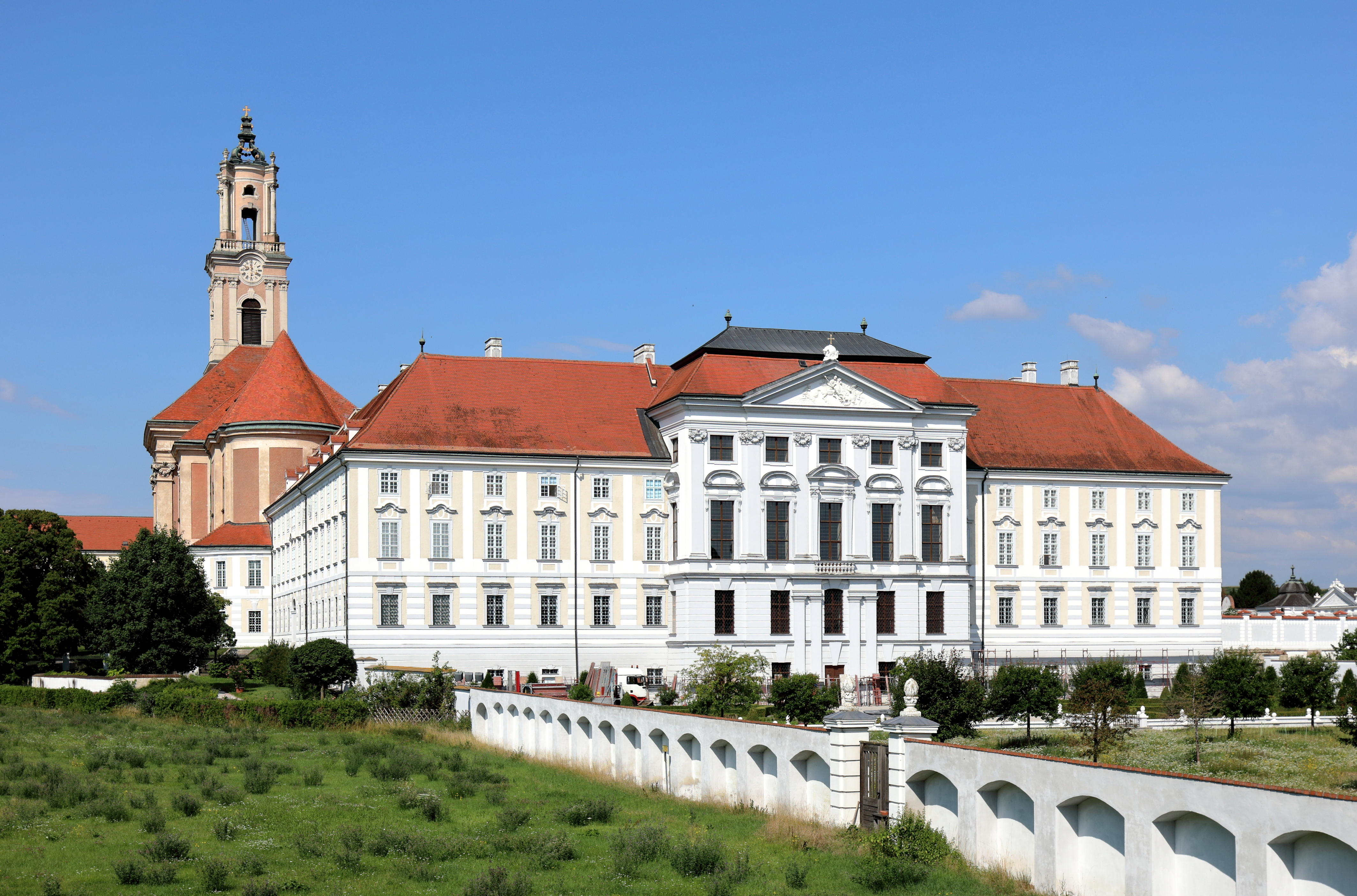
Stift Herzogenburg, Sitz der Verwaltung (2018)

Die Herrschaft St. Andrä an der Traisen war eine Grundherrschaft im Viertel ober dem Wienerwald im Erzherzogtum Österreich unter der Enns, dem heutigen Niederösterreich.

## Ausdehnung
Die Herrschaft, der auch die Gülte Unterwölbling und Schrattenthal angehörten, umfasste zuletzt die Ortsobrigkeit über St. Andrä, Angern, Baumgarten, Oberhameten, Unterwieden, Gumpeding, Hanhof, Kleinberg, Unterlinden, Lubmerfeld, Mittermos, Untermos, Schönfeld, Schrapparz, Stephof, Waldendorf, Weghof, Eigendorf, Oberndorf, Unterwölbling, die drei einschichtigen Traisenmühlen, Fahndorf, Unterstockstall und Riegers. Der Sitz der Verwaltung befand sich im Stift Herzogenburg.

## Geschichte
Der letzte Inhaber der Stiftsherrschaft war Josef II. Neugebauer in seiner Funktion als Propst von Stift Herzogenburg. Nach den Reformen 1848/1849 wurde die Herrschaft aufgelöst.